# Fernando-Po-Skandal
Der Fernando-Po-Skandal war ein politischer Skandal von internationaler Tragweite in den späten 1920er Jahren. Er betraf massive Menschenrechtsverletzungen seitens der Regierung und der herrschenden Oberschicht von Liberia, die durch eine internationale Kommission des Völkerbundes untersucht und bewiesen wurden.
Die Anklage wurde vom afro-amerikanischen Rechtsanwalt Charles Johnson aus den Vereinigten Staaten, dem Staatssekretär und späteren liberianischen Präsidenten Edwin James Barclay und dem Briten Cuthbert Christy ausgearbeitet und als vorsätzliche, verbrecherische und zum Teil rassistisch motivierte Tat angeprangert.

## Geschichte

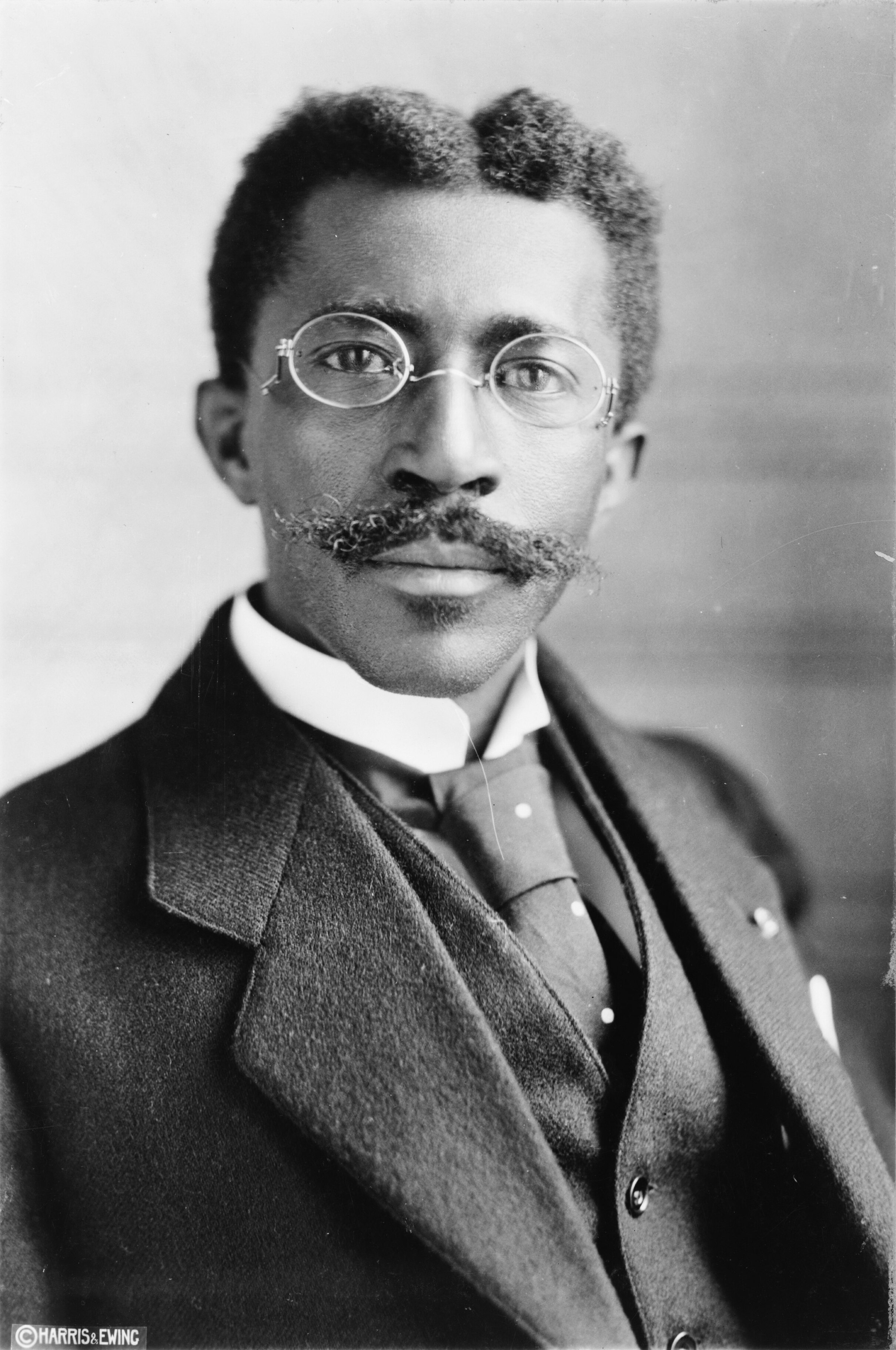
Liberias Präsident Charles D. B. King

Die Insel Bioko vor der Küste Kameruns wurde 1472 von dem portugiesischen Seefahrer Fernão do Pó entdeckt und trug dessen Namen bis 1973. Die Insel wurde im Jahre 1778 von Portugal an Spanien verkauft, war aber von 1827 bis 1843 an Großbritannien verpachtet, das auf der Insel einen Marinestützpunkt unterhielt. In dieser Zeit wurde durch die Briten eine stetig größer werdende Anzahl von Westafrikanern vom Volk der Kru auf die Insel angeworben, die den Briten als Dolmetscher und Hilfskräfte bei ihren Seereisen von Nutzen waren. Die Kru standen in dem Ruf, gute Fischer zu sein und ausgezeichnete Kenntnisse der westafrikanischen Gewässer zu besitzen. Nachdem die Briten die Insel wieder verlassen hatten, blieb ein Teil der Kru auf der Insel zurück und kooperierte nun mit den Spaniern.
Angeregt durch den wirtschaftlichen Erfolg der benachbarten portugiesischen Kolonie São Tomé und Príncipe versuchten sich seit der Jahrhundertwende einige spanische Pflanzer auf Bioko im Anbau von Kakao zu etablieren. Die benötigten Arbeitskräfte waren aber nicht in ausreichender Zahl aus der indigenen Inselbevölkerung zu rekrutieren. Dies änderte sich jedoch schlagartig, als 1916 – als Folge der Niederlage der deutschen Kolonialtruppe in Kamerun – neben den deutschen Soldaten und Zivilangehörigen auch eine große Anzahl von Kamerunern über die Grenze auf spanisches Hoheitsgebiet in Rio Muni wechselte, um sich bis zum Kriegsende dort internieren zu lassen. Die spanischen Kolonialbeamten verfügten, ohne Widerspruch zuzulassen, dass die arbeitsfähigen internierten Kameruner während ihres Aufenthalts in der Kolonie zur Plantagenarbeit heranzuziehen seien. Auf diese Weise entstanden auf Bioko mit minimalen Kosten großflächige Rodungsflächen, auf denen von den Pflanzern neue Kakaoplantagen angelegt wurden. Mit dem Kriegsende 1918 endete jedoch der Internierungsgrund, und nur wenige Kameruner blieben danach freiwillig auf Bioko zurück. Die Plantagenbesitzer standen erneut vor dem wirtschaftlichen Ruin.
In diesem Moment schalteten sich auf der Insel lebende Kru ein und boten an, die benötigten Arbeitskräfte aus ihrer Heimat Liberia anzuwerben. Tatsächlich gelang es den Kru mit Zustimmung des liberianischen Vizepräsidenten Allen N. Yancy, eine gewisse Zahl von Arbeitskräften auf die Insel zu bringen.
Der Arzt Albert Schweitzer traf im Frühjahr 1924, von Europa kommend, mit einem Schiff auf der Insel Bioko ein und notierte in seinem Tagebuch:

„Mittwoch, den 26. März, sind wir in dem kleinen Hafen von Santa Isabella auf Fernando Po […] die große Schwierigkeit auf Fernando Po ist die, Arbeiter zum Kakaobau zu finden.  Eingesessene farbige Bevölkerung ist sozusagen keine mehr vorhanden. Sie ist durch die früher geübte grausame Zwangsarbeit aufgerieben worden. Fernando Po, ein wahres Paradies, ist also auf zuziehende Arbeiter angewiesen. Aber keine afrikanische Kolonie erlaubt ihren Schwarzen, auszuwandern. Der gegenwärtige Gouverneur hat es nun fertig gebracht, mit der Negerrepublik Liberia einen Vertrag abzuschließen, demzufolge jedes Jahr so und so viele Liberianeger auf eine bestimmte Zeit als Arbeiter nach Fernando Po gehen dürfen. Daraufhin gilt er, obwohl die von Liberia zugestandenen Arbeiter bei weitem nicht ausreichen, als Retter der Insel und hat sein Standbild in Bronze vor seinem Palast errichtet.“

Was Albert Schweitzer zu diesem Zeitpunkt nicht wissen konnte, war die Tatsache, dass die angeworbenen liberianischen „Freiwilligen“ durch Täuschung und mit aktiver Beihilfe der liberianischen Regierung in eine Art Sklaverei verkauft worden waren. Für ihre Dienste erhielten die beteiligten liberianischen Werber eine Kopfprämie von 45 Dollar.
Das offiziell geleugnete System des Menschenhandels beruhte auf kriminellen Methoden und falschen Versprechen. Die am Menschenhandel beteiligten Kru und ihre ameriko-liberianischen Gehilfen hatten aus dem Hinterland junge Männer angelockt und ihnen einträgliche Arbeit im Ausland (Ghana, Nigeria) versprochen. Eine zweite Methode war, überschuldete Familien zu zwingen, ihre Söhne zum Begleichen der Schulden für einen bestimmten Zeitraum als Arbeiter abzugeben.
Das System wurde erst durch glaubhafte Berichte und Klagen der im liberianischen Hinterland wirkenden europäischen und amerikanischen Missionare entlarvt und setzte erste Ermittlungen in Gang. Dem Vizepräsidenten Yancy wurde sogar nachgewiesen, dass er jede Gelegenheit nutzte, um im Hinterland auftretende Spannungen zwischen den indigenen Völkern zu schüren. Die dann „zur Befriedung“ geschickten Regierungstruppen hatten den Auftrag, möglichst viele Gefangene zu machen, die als Arbeitskräfte ins Ausland verkauft werden sollten. In gleicher Weise wurden auch Straßenbauprojekte und Plantagen in Liberia „gefördert“. Nicht kooperierende Dörfer wurden überfallen und niedergebrannt; Dorfälteste wurden öffentlich gefoltert.
Nach der Untersuchung fand ein Verfahren vor dem Tribunal des Völkerbundes statt. Dieses erteilte der liberianischen Regierung eine Rüge. Auch die Kolonialverwaltung der Insel Bioko wurde ermahnt. Die liberianischen Zwangsarbeiter und Sklaven erhielten ihre Freiheit zurück. Die Plantagenbesitzer fanden jedoch rasch in Nigeria Ersatzarbeitskräfte.

## Folgen
Der internationale Skandal hatte den Rücktritt der liberianischen Regierung im Dezember 1930 zur Folge. Auch die Beziehungen zu den Vereinigten Staaten und zu Großbritannien waren schwer belastet; diese Staaten verhängten ein fünfjähriges Embargo gegenüber Liberia.
Obwohl auch der liberianische Ermittler Edwin Barclay als hoher Regierungsbeamter (Staatssekretär, zeitweise auch Außenminister) unter dem zurückgetretenen Präsidenten King in die Vorgänge verstrickt war, gelang es ihm, durch seine Mitwirkung an der Aufdeckung des Skandals größeren innenpolitischen Einfluss zu erlangen. Als Präsidentschaftskandidat der regierenden True Whig Party errang er 1931 in der vorgezogenen Präsidentschaftswahl den Sieg. Barclays Wahl war somit ein weiterer Beleg für die undemokratisch legitimierte Herrschaft der Ameriko-Liberianer.